# Lavrenty Zagoskin
Lavrenty Alekseyevich Zagoskin (del ruso: Лаврентий Алексеевич Загоскин) (Nikolayevka, Penza, 21 de mayo de 1808 – Riazán, 22 de enero de 1890) fue un oficial naval y explorador ruso recordado por haber realizado un detallado viaje por el interior de la entonces desconocida Alaska.

## Biografía
Zagoskin nació en 1808 en el distrito ruso de Penza, en un pueblo llamado Nikolayevka. Aunque Nikolayevka no estaba cerca del océano, Zagoskin se preparó para entrar en la Marina Imperial de Rusia y sirvió como oficial de marina en los mares Báltico y Caspio. Posteriormente, recibió capacitación en mineralogía, zoología, botánica y entomología del científico ruso I.G. Voznesensky.
En 1799, el  zar Pablo I de Rusia dio la autorización para crear  la Compañía ruso-americana, una compañía privilegiada de comercio patrocinada por el Imperio ruso y Nikolái Rezánov, la primera empresa comercial auspiciada por Rusia y que quedó bajo la autoridad directa del Ministro de Comercio de la Rusia Imperial. La compañía tenía el monopolio sobre el comercio en todas las posesiones rusas en América, que incluía las islas Aleutianas, Alaska y el territorio hasta los 55° de latitud norte. Los primeros exploradores rusos de América, como Vitus Bering, Mikhail Gvozdev y Georg Steller realizaron sus viajes de exploración en las regiones costeras, y todavía en la década de 1840 apenas se sabía nada sobre el interior de la colonia. La Compañía ruso-americana  deseaba conocer mejor el interior con la esperanza de ampliar las oportunidades comerciales y encomendó al entonces teniente Zagoskin una misión de dos años para llevar a cabo el reconocimiento de esa región interior que le ayudase a determinar los sitios más rentables y convenientes para emplazar los fuertes y puestos comerciales.
En 1842 y 1843, Zagoskin viajó extensivamente por los ríos Yukon, Kuskokwim, Innoko y Koyukuk, recorriendo en total más de 5.300 km. Sus diarios incluyen detalles sobre los pueblos nativos, sus costumbres, idioma, y medio ambiente en la región observados con notable precisión.
Los asentamientos visitados por Zagoskin:
- Upper Kalskag, una aldea yup'ik localizada en el río Kalskag;
- Golovin, una aldea ikalikguigmyut localizada en una punta de tierra entre la bahía Golovnin y el lagoon Golovnin, en la península de Seward, en el oeste Alaska;
- Shaktoolik, una aldea localizada en el Norton Sound;
- Selawik, que el recogió como Chilivik probablemente en referencia a a una tribu o aldea esquimal, localizada en la boca del río Selawik al desaguar en el lago Selawik;
- Crow Village, una aldea yup'ik localizada en el río Kuskokwim;
- Georgetown, localizada en la ribera norte del curso alto del río Kuskokwim en las montañas Kilbuck-Kuskokwim;.
- Kwigiumpainukamiut

En 1846 regresó a San Petersburo atravesando Siberia. Trabajó en sus informes en los años siguientes, publicándolos en 1847 y 1848. Zagoskin recibió de la Academia Nacional de Ciencias un premio nacional por su labor. A día de hoy, sus escritos son reconocidos por su precisión, calidad y visión y a menudo los residentes locales, historiadores, antropólogos y geógrafos todavía hacen referencia a ellos.
Ese mismo año 1848 Zagoskin, después de veinte años de servicio en la Marina Imperial de Rusia, se retiró del servicio activo y se estableció en el pueblo Abakumov, Riazán, donde su esposa había heredado una pequeña propiedad.   Posteriormente, trabajó como director de un instituto forestal en la ciencia del cultivo de plantas y como archivero.  Murió en Riazán en 1890, a la edad de 82 años.